# Keugant
Selon les Triades de l'Ile de Bretagne, le cercle de Keugant (ou Ceugant) ou encore Cercle Vide  est celui de l'Incréé[Quoi ?].
Dans ce cercle, seul le Créateur peut résider.
Appliqué à la géométrie de la croix celtique, Keugant est le Cercle extérieur, mais la phrase doit être modifiée pour obtenir
« Keugant, EN DEHORS duquel nul sauf l'Incréé ne saurait résider. »
En effet, les autres cercles sont inclus dans celui de Keugant qui représente alors celui de la Création.